# Leo Castelli
Leo Castelli (ur. jako Leo Krauss lub Leo Krausz 4 września 1907 w Trieście, zm. 21 sierpnia 1999 w Nowym Jorku) – amerykański marszand pochodzenia węgiersko-włoskiego. 

## Życiorys
Jego ojciec, Ernest Krauss był Węgrem, który przyjechał do Triestu jako młody człowiek i poślubił pochodzącą z bogatej i wpływowej rodziny Biankę Castelli. W czasie I wojny światowej cała rodzina wyjechała do Wiednia. Gdy w 1919 roku wrócili do Triestu, miasto należało już do Włoch, rodzina Kraussów zmieniła wówczas nazwisko na dwuczłonowe Krauss-Castelli, w późniejszym czasie pozostawiając jedynie Castelli.  
Castelli posługiwał się pięcioma językami: włoskim, greckim, francuskim, niemieckim i angielskim. W 1924 roku ukończył studia prawnicze na Uniwersytecie Mediolańskim, po czym zaczął pracę w branży ubezpieczeniowej i bankowości. W Bukareszcie, do którego wyjechał by pracować w banku, poznał Ileanę Schapiro, córkę Michaiła Schapiro, jednego z najbogatszych ludzi w Rumunii, którą poślubił w 1933 roku. Dzięki pomocy teścia, Leo Castelli uzyskał pracę w filii Banca d’Italia w Paryżu, gdzie, w 1935 roku, przeniósł się wraz z żoną. 
W 1939 roku, dzięki wsparciu finansowemu teścia, Leo Castelli, wraz ze swoim przyjacielem, architektem i dekoratorem wnętrz René Drouinem, otworzył na Place Vendôme, galerię sztuki specjalizującą się w malarstwie surrealistycznym oraz sztuce użytkowej. Po wybuchu II wojny światowej małżeństwo Castelli musiało opuścić Europę i wyjechało do Nowego Jorku, w czym wspomagał je ojciec Ileany. Pozostawiona w rękach wspólnika galeria funkcjonowała jako Galerie René Drouin. 
W Nowym Jorku Leo Castelli uczęszczał na zajęcia z historii na Columbia University, a następnie (w 1943 roku) został powołany do armii amerykańskiej. Początkowo odbywał szkolenie w artylerii, następnie został przeniesiony do wywiadu i przygotowywano go do działań we Francji. Po wyzwoleniu Francji został wysłany do Bukaresztu, gdzie pracował jako tłumacz w alianckiej komisji kontrolującej miasto. Służba wojskowa pozwoliła Castelliemu na uzyskanie amerykańskiego obywatelstwa. 
Po wojnie podjął (z pomocą teścia) pracę w przedsiębiorstwie tekstylnym. Równocześnie obracał się w nowojorskim środowisku artystycznym, zaczął tworzyć własną kolekcję sztuki oraz okazjonalnie sprzedawać obrazy. Nie próbował reprezentować uznanych twórców, w tym przedstawicieli popularnego wówczas ekspresjonizmu abstrakcyjnego, lecz starał się odkrywać artystów szerzej nieznanych i pomagać im rozwijać talent. W 1954 roku Castelli po raz pierwszy zobaczył prace Roberta Rauschenberga, a następnie Jaspera Johnsa, który mieszkał w tym samym budynku.
W 1957 roku otworzył własną galerię zlokalizowaną na 4 East 77th Street na Manhattanie. Pierwsza wystawa składała się z prac takich twórców jak Robert Delaunay, Alberto Giacometti, Fernand Léger, Piet Mondrian, Willem de Kooning, Jackson Pollock oraz David Smith.   
Kierunek w którym podążał Castelli pokazała, zorganizowana w 1958 roku, indywidualna wystawa prac Jaspera Johnsa. Reprezentował on także Roberta Rauschenberga, a także, od 1960 roku Franka Stellę. W 1964 roku, gdy Rauschenberg, jako pierwszy Amerykanin, otrzymał nagrodę główną na Biennale w Wenecji, galeria Castelliego uzyskała międzynarodowe uznanie. Był też krytykowany, między innymi przez Willema de Kooninga, który miał powiedzieć: „Możesz dać temu sukinsynowi dwie puszki piwa, a on mógłby je sprzedać” (You could give that son of a bitch two beer cans and he could sell them). Odpowiedzią była praca Jaspera Johnsa przedstawiająca dwie puszki piwa, które Castelli sprzedał kolekcjonerowi pop-artu. 
Kolejnymi twórcami, na których zwrócono uwagę dzięki Castelliemu, byli Roy Lichtenstein, Andy Warhol, Claes Oldenburg, James Rosenquist, Cy Twombly, Donald Judd, Dan Flavin, Bruce Nauman oraz Joseph Kosuth. 
Leo Castelli i Ileana rozwiedli się w 1960 roku, mieli jedną córkę. W 1962 roku Ileana wyszła za Michela Sonnabenda, i zaczęła prowadzić własną galerię. Leo Castelli ponownie ożenił się w 1963 roku z Antoinette Fraissex du Bost, z którą miał syna Jeana-Cristopha. Po śmierci żony w 1987 roku, Castelli ożenił się po raz trzeci z włoską krytyczką sztuki Barbarą Bertozzi (w 1995 roku).